# تاريخ قصير من التقدم
تاريخ قصير للتقدم هو كتاب واقعي وسلسلة محاضرات من تأليف رونالد رايت حول الانهيار المجتمعي. ألقيت المحاضرات على شكل سلسلة من خمسة خطابات، كل منها ألقي في مدن مختلفة في جميع أنحاء كندا كجزء من محاضرات ماسي لعام 2004 والتي جرى بثها على برنامج راديو CBC، الأفكار. نُشرت نسخة الكتاب من دار مطبعة أنانسي وصدر في نفس وقت المحاضرات. قضى الكتاب أكثر من عام في قوائم الكتب الأكثر مبيعًا في كندا، وفاز بجائزة Libris لجمعية الكتاب الكندية لأفضل كتاب غير خيالي للعام، ورُشح لجائزة كولومبيا البريطانية الوطنية للكتاب غير الخيالي الكندي. أعيدت طباعته منذ ذلك الحين بتنسيق غلاف مقوى مع الرسوم التوضيحية وأيضًا بتنسيقات Kindle وEPUB الرقمية.
يتناول رايت، مؤلف الأعمال الخيالية والواقعية، الحضارات الساقطة في جزيرة إيستر وسومر وروما ومايا، بالإضافة إلى أمثلة من العصر الحجري، لمعرفة الظروف التي أدت إلى سقوط تلك المجتمعات. إنه يفحص معنى التقدم وآثاره على الحضارات -في الماضي والحاضر- بحجة أن القرن العشرين كان وقت نمو هائل في عدد السكان والاستهلاك والتكنولوجيا التي وضعت الآن عبئًا غير مستدام على جميع النظم الطبيعية. في تحليله للحالات الأربع للحضارات الساقطة، يلاحظ أن اثنتين (جزيرة إيستر وسومر) فشلتا بسبب استنفاد الموارد الطبيعية؛ «لم تكن بيئتهما قادرة على التجدد». فشل الاثنتان الأخريان في معقلهما، «إذ كان الطلب البيئي أعلى»، لكنهما تركتا السكان الباقين على قيد الحياة. يطرح السؤال التالي: «لماذا، في حين كانت الحضارات تدمر نفسها في كثير من الأحيان، تعد التجربة الشاملة للحضارة جيدة جداً؟» للإجابة، كما يقول، يجب أن ننظر إلى التجدد الطبيعي والهجرة البشرية. بينما كانت بعض الحضارات القديمة تستنفد بيئاتها وتفشل، كانت الحضارات الأخرى تنهض. كانت مساحات شاسعة من الكوكب غير مستقرة. العامل الآخر، الواضح في كل من مصر والصين، هو أنه نظرًا لوفرة الموارد (على سبيل المثال، التربة السطحية)، وطرق الزراعة (تلك التي عملت مع الدورات الطبيعية، لا ضدها)، وأنماط الاستيطان، كان لهذه الحضارات عمرًا أطول. غير أن التغييرات التي أحدثها النمو الهائل في عدد السكان (في وقت نشر الكتاب، أكثر من ستة مليارات وأضيف أكثر من 200 مليون شخص كل ثلاث سنوات) وقد غيّر النطاق العالمي لاستهلاك الموارد، الصورة. تشير المؤشرات البيئية إلى أن الحضارة الإنسانية قد تجاوزت (منذ الثمانينيات) قدرة الطبيعة على التجدد. نحن الآن نستخدم أكثر من 125 بالمئة من إنتاج الطبيعة السنوي. «إذا أريد للحضارة أن تحيا، يجب أن تعيش على المصلحة، لا على رأس مال الطبيعة». ويخلص إلى أن «الآن هي فرصتنا للحصول على المستقبل الصحيح»، انهيار الحضارة الإنسانية وشيك إذا كنا لا نعمل الآن لمنعه.

## خلفية
قبل  اختياره  لإلقاء  محاضرات  ماسي،  كتب  رايت كتبًا  خيالية  وغير  خيالية  حائزة  على  جوائز  تتناول الأنثروبولوجيا  والحضارات.  حصل  كتابه  غير الخيالي  لعام  1992،  Stolen  Continents  على جائزة  Gordon  Montador  لعام  1993  من Writers  'Trust  of  Canada  وروايته  لعام 1998  بعنوان A  Scientific  Romance،  حول  أمين متحف  يسافر  إلى  المستقبل  ويتحقق  من  مصير الجنس  البشري،  وفاز  بجائزة  ديفيد  هيغام  للروائي لأول  مرة. يتتبع  رايت  أصول  الأفكار  الكامنة  وراء «تاريخ  قصير  للتقدم» إلى  المادة  التي  درسها في  أثناء كتابته  «رومانسية  علمية»  ومقاله  لعام  2000  في The  Globe  and  Mail  بعنوان  «الحضارة  هي مخطط  هرمي»  حول  سقوط  حضارة  المايا في القرن  التاسع.

## ملخص
يطرح  الفصل  الأول، «أسئلة  غوغان»،  الأسئلة  التي توفر  إطارًا  للكتاب.  بالإشارة  إلى  لوحة  Paul Gauguin  's  التي  تحمل الاسم نفسه،  فإن  الأسئلة هي:  من  أين  أتينا؟  ماذا  نحن؟  إلى  أين  نحن  ذاهبون؟ يعرّف رايت التقدم  باستخدام  المصطلحات الفيكتورية  «افتراض  وجود  نمط  من  التغيير  في تاريخ  البشرية...  إنه  يتكون  من  تغييرات  لا  رجعة فيها  في  اتجاه  واحد  فقط،  وأن  هذا  الاتجاه  هو  نحو التحسين».  على  الرغم  من  الفترة  الزمنية  الممتدة للعصر الحجري،  يضع  رايت   أول  علامة  على التقدم  على  أنها  القدرة  على  إشعال  النار.  يفحص  المنافسة  بين كرو ماغنون والنياندرتال فيما  يتعلق  بالظروف  التي  سمحت لأحدهم  بالتنافس  على  الآخر.
يواصل الفصل  الثاني،  «التجربة  الكبرى»،  فحص تقدم  العصر  الحجري  من  خلال  النظر  في التطورات  في  الصيد.  يستخدم  رايت  مصطلح «مصيدة  التقدم»  للإشارة  إلى  الابتكارات  التي  تخلق مشاكل  جديدة  لا  يستطيع  المجتمع  أو  لا  يرغب  في حلها،  أو  تخلق  عن  غير  قصد  ظروفًا  أسوأ  مما كانت  عليه  قبل  الابتكار.  على  سبيل  المثال،  سمحت الابتكارات  في  الصيد  خلال  العصر  الحجري  بمزيد من  عمليات  عمليات الصيد  الناجحة  وبالتالي  المزيد  من وقت  الفراغ  الذي  أنشئت خلاله الثقافة  والفن (على  سبيل  المثال،  لوحات  الكهوف،  والمنحوتات العظمية،  وما  إلى  ذلك)،  ولكنها  أدت  أيضًا  إلى الانقراض،  وعلى  الأخص  الحيوانات  الضخمة.  مع اصطياد  طرائد  أصغر  وأصغر  لتحل  محل الحيوانات  المنقرضة  الأكبر  حجمًا،  أصبحت عمليات  الصيد  أقل  نجاحًا  وانخفضت  الثقافة. تشير  الزراعة،  ومن  ثم  الحضارات،  التي  نشأت بشكل  مستقل  في  مناطق  متعددة  في  نفس  الوقت تقريبًا،  منذ  حوالي  10000  عام،  حسب رايت إلى أنه «في  ظل  ظروف  واسعة  معينة،  ستتجه  المجتمعات البشرية  في  كل  مكان  نحو  حجم  أكبر  وتعقيد  وطلب بيئي  أكبر».  يشير  عنوان  الفصل  إلى  التجربة الإنسانية  التي  يرى  رايت  أنها  تجربة  كبيرة  تختبر الشروط  المطلوبة  لنجاح  الحضارة  الإنسانية.
في الفصل الثالث، «جنة الحمقى»، يتناول صعود وسقوط حضارتين: جزيرة الفصح وسومر. كلتاهما ازدهرت، لكنها انهارت نتيجة نضوب الموارد؛ كلتاهما كانت قادرة على رؤية أرضها تتآكل بَصَرِيًّا لكنها لم تكن راغبة في الإصلاح. في قطع الأشجار في جزيرة إيستر، من أجل إقامة التماثيل وبناء القوارب، تدمر النظام البيئي وأدى إلى حروب على آخر ألواح خشبية في الجزيرة. في سومر، أدى نظام الري الكبير، وكذلك الرعي الجائر، وتطهير الأراضي، وحرق الجير إلى التصحر وملوحة التربة.
في الفصل الرابع، «مخططات الهرم»، تجري مقارنة مصائر الحضارات الرومانية وحضارات الملايا؛ كلاهما بلغ ذروته مع إمبراطوريات مركزية ولكن انتهى مع انتشار السلطة إلى الأطراف حيث انهار المركز ورفضت القيادة المحافظة المتطرفة الإصلاحات. قُدم التذرع بتفسير عالم الأنثروبولوجيا جوزيف تينتر لسقوط الإمبراطورية الرومانية، وهو أن «الأنظمة المعقدة تخضع حتمًا لتناقص العوائد» بحيث تكون تكاليف تشغيل إمبراطورية عالية جِدًّا بحيث يجري تنفيذ البدائل. وُصف مثالان للحضارات التي كانت مستدامة: الصين ومصر. كان لكل منهما وفرة من الموارد، لا سيما التربة السطحية، واستخدمت طرق الزراعة التي عملت مع، لا ضد، الدورات الطبيعية، وأنماط الاستيطان التي لم تتجاوز، أو تضر بشكل دائم، القدرة الاستيعابية للبيئة المحلية.